# Hestina mena
Hestina mena är en fjärilsart som beskrevs av Moore 1858. Hestina mena ingår i släktet Hestina och familjen praktfjärilar. Inga underarter finns listade i Catalogue of Life.

## Bildgalleri

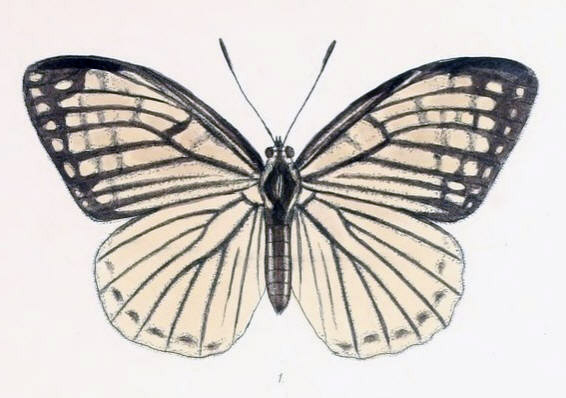
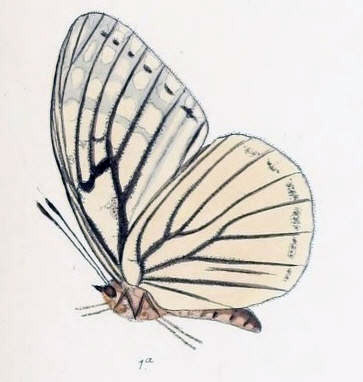